# Lascabanes
Lascabanes [laskaban] (okzitanisch Las Cabanas) ist eine Ortschaft und eine Commune déléguée in der französischen Gemeinde Lendou-en-Quercy mit 205 Einwohnern (Stand 1. Januar 2022) im Département Lot in der Region Okzitanien (vor 2016 Midi-Pyrénées).
Zum 1. Januar 2018 wurde Lascabanes mit Saint-Cyprien und Saint-Laurent-Lolmie zur Commune nouvelle Lendou-en-Quercy zusammengelegt. Die Gemeinde Lascabanes gehörte zum Arrondissement Cahors und zum Kanton Luzech.

## Lage
Lascabanes liegt etwa 33 Kilometer nördlich von Montauban am Fluss Lendou in der Landschaft des Quercy.

## Bevölkerungsentwicklung
| Jahr                       | 1962 | 1968 | 1975 | 1982 | 1990 | 1999 | 2006 | 2013 |
| Einwohner                  | 235  | 198  | 173  | 161  | 157  | 167  | 180  | 199  |
| Quellen: Cassini und INSEE |      |      |      |      |      |      |      |      |

## Sehenswürdigkeiten
- Kirche Saint-Georges aus dem 15. Jahrhundert
- Durch den Ort verläuft das Abschnitt Cahors – Montcuq des französischen Jakobswegs Via Podiensis.[1] Dieser ist Bestandteil des Europäischen Fernwanderweges E3.

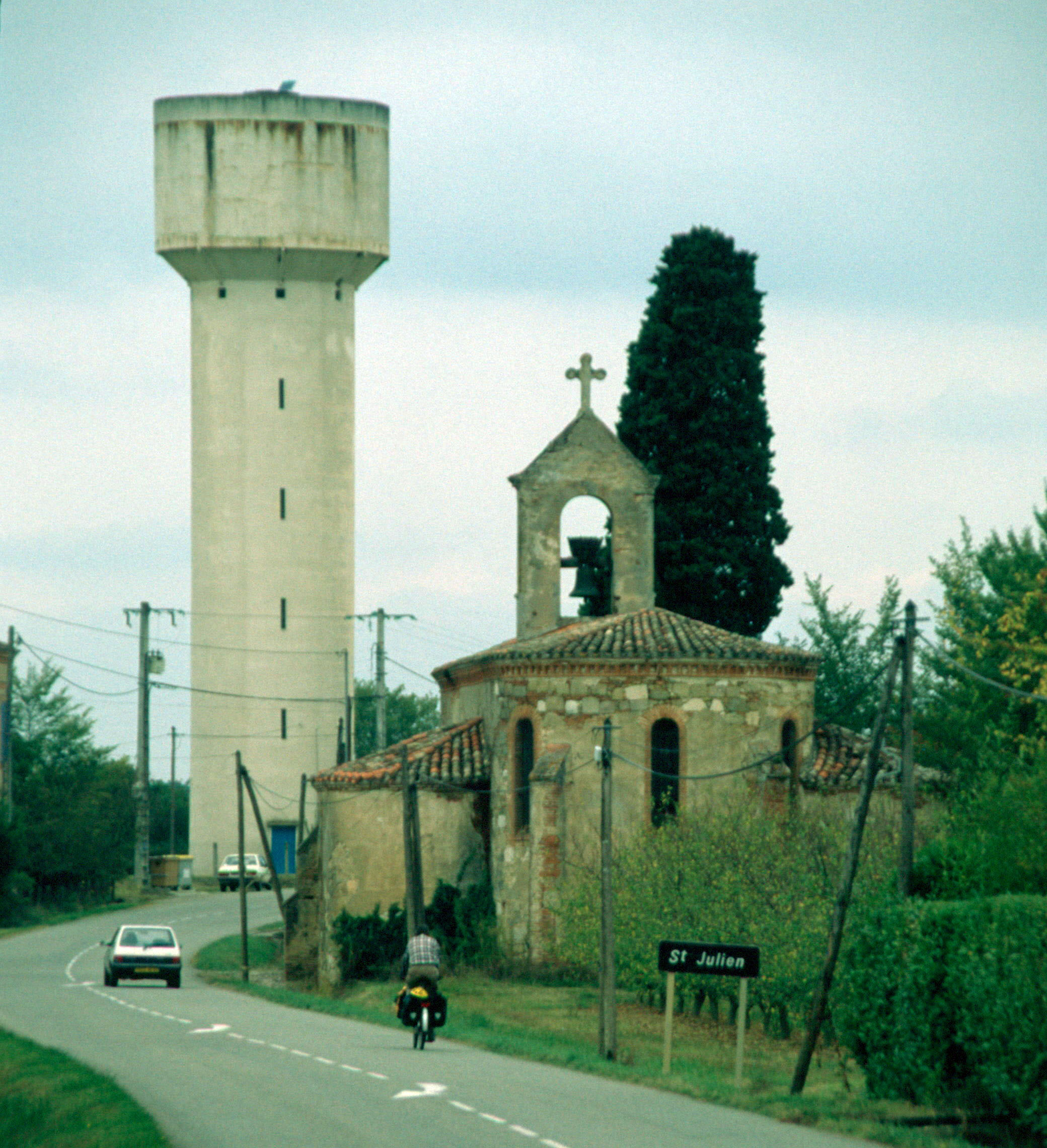
Kirche Saint-Georges und Wasserturm